# Municipio de Valle Hermoso
El municipio de Valle Hermoso es uno de los 43 municipios en que se encuentra dividido el estado mexicano de Tamaulipas. Su cabecera es la ciudad del mismo nombre.

## Geografía
El municipio de Valle Hermoso se encuentra localizado en el noreste del estado de Tamaulipas, forma parte de la denominada Subregión Reynosa. Tiene una superficie territorial de 899.98 kilómetros cuadrados que equivalen al 1.1% de la superficie estatal. Sus coordenadas geográficas extremas son 26°4′ - 25°11′ de latitud norte y 97°59′ - 97°45′ de longitud oeste, y el su altitud va de un máximo de 200 a un mínimo de 50 metros sobre el nivel del mar.
El municipio limita al este y sureste con el municipio de Matamoros y al oeste y suroeste con el municipio de Río Bravo; tiene una delgada extensión de territorio hacia el norte hasta alcanzar el río Bravo y la frontera entre Estados Unidos y México, donde limita con el condado de Hidalgo, Texas.

## Demografía
La población total del municipio de Valle Hermoso de acuerdo con el Censo de Población y Vivienda realizado en 2020 por el Instituto Nacional de Estadística y Geografía, es de 60 055 habitantes, de los que 30 613 son mujeres y 29 442 son hombres.

### Localidades
El municipio se encuentra formado por 307 localidades, las principales y su población de acuerdo al censo de 2020 son:
| Localidad                 | Población |
| Total Municipio           | 60 055    |
| Valle Hermoso             | 48 172    |
| Anáhuac                   | 3 371     |
| El Realito                | 2 890     |
| Ignacio Manuel Altamirano | 828       |

## Política
El municipio de Valle Hermoso fue creado por el decreto 462 del Congreso del Estado de Tamaulipas publicado por el gobernador Horacio Terán Zozaya el 4 de marzo de 1953, segregando su territorio de los municipios de Reynosa y Matamoros.

### Representación legislativa
Para la elección de diputados locales al Congreso de Tamaulipas y de diputados federales a la Cámara de Diputados federal, el municipio de Valle Hermoso se encuentra integrado en los siguientes distritos electorales:
Local:
- Distrito electoral local de 9 de Tamaulipas con cabecera en Valle Hermoso.[5]

Federal:
- Distrito electoral federal 3 de Tamaulipas con cabecera en Río Bravo.[6]